# Epicauta apure
Epicauta apure es una especie de coleóptero de la familia Meloidae.

## Distribución geográfica
Habita en Venezuela y Trinidad.